# Корабельний район (Миколаїв)
Корабе́льний райо́н — адміністративно-територіальна одиниця міста Миколаєва на лівобережжі Бузького лиману, що займає найпівденнішу частину міста.

## Географія

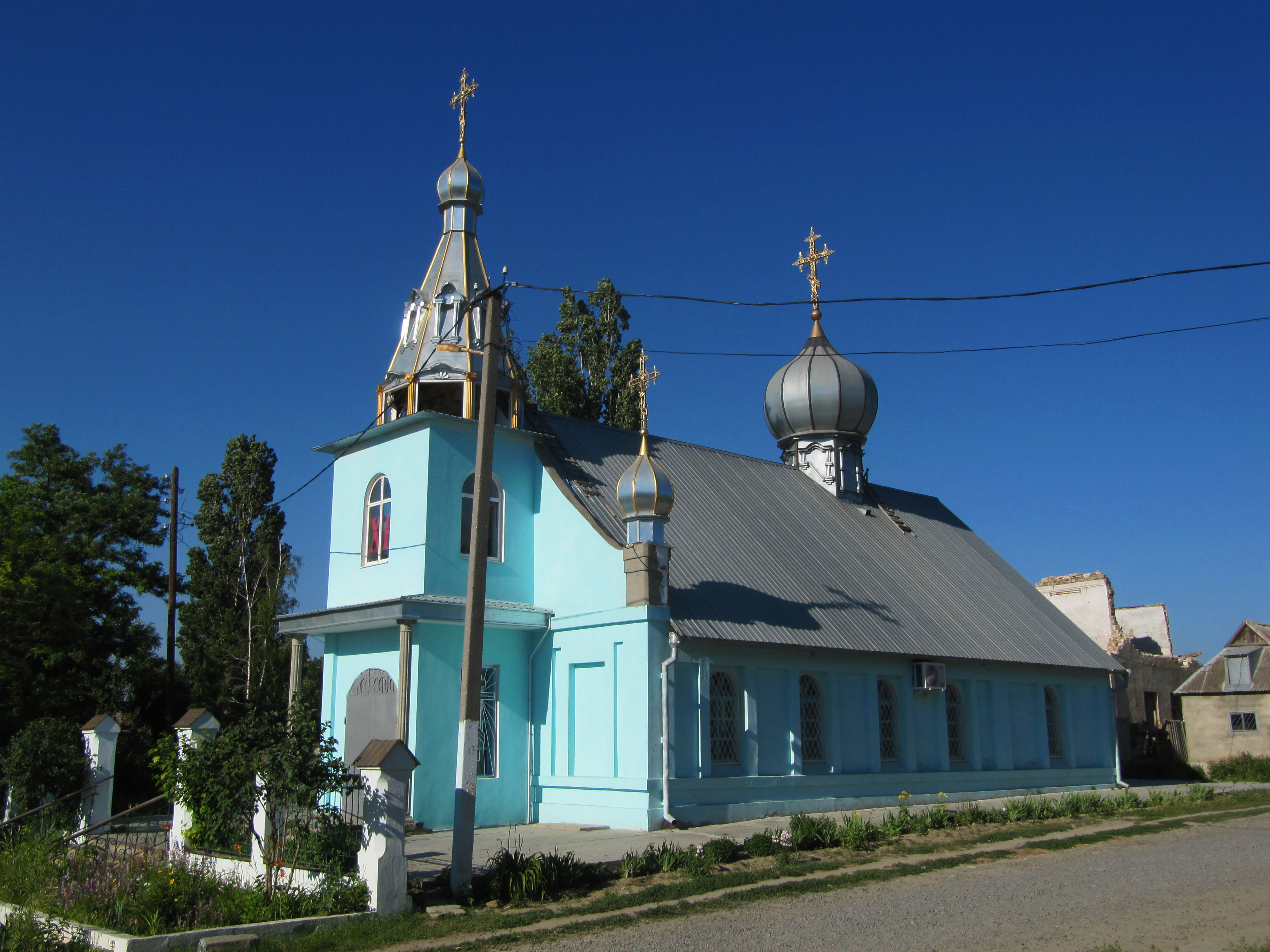
Церква Святого Духа

Район розташований на півдні міста. Межує на півночі з Інгульським районом. Включає Вітовку, Широку Балку, Балабанівку й Кульбакине.

## Статистичні дані
- Загальна площа території розташування району — 60,6 км².
- Протяжність зі сходу на захід — 8 км.
- Протяжність з півдня на північ — 13 км.
- Чисельність наявного населення Корабельного району станом на 01.01.2022– 70,6 тис. осіб.

## Історія

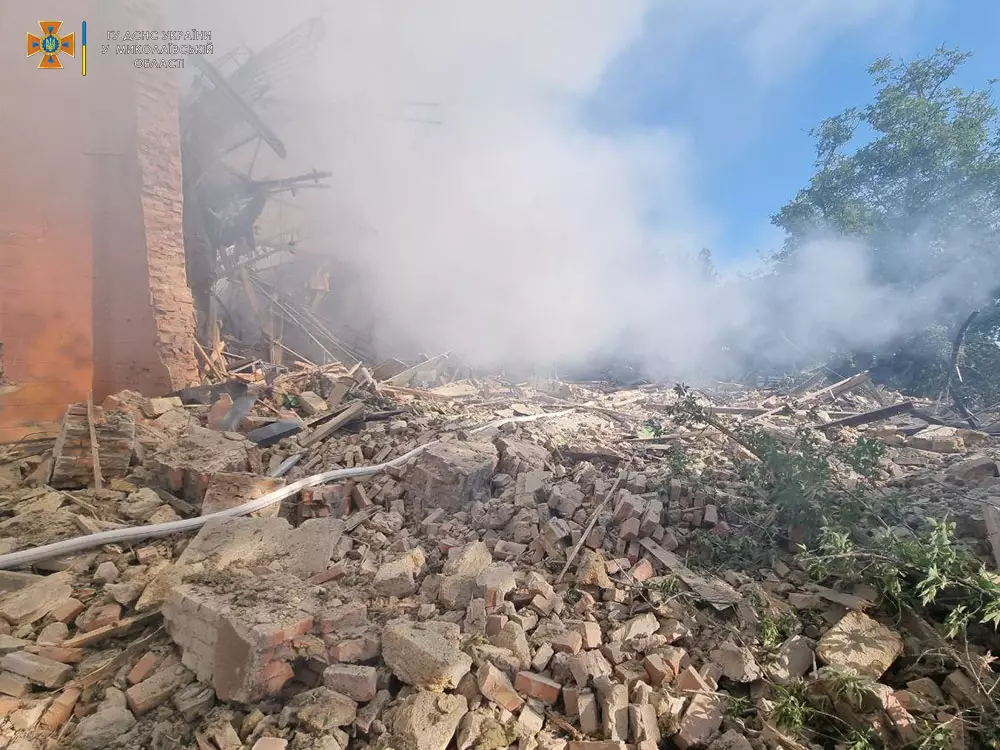
Руїни Палацу культури «Корабельний» після російського обстрілу

Док заводу «Океан»

Ця частина міста заселялася ще 6 тисяч років тому. Існує безліч легенд та припущень про виникнення даної місцевості та про її історичне минуле. На території масиву археологи знайшли 44 давні пам’ятки.Після існування грецьких колоній на цій території в 1399 з’являється великий князь литовський Вітовт, він будує укріплення та митницю, якою веде активну торгівлю з татарами. 
Корабельний район утворений 1973 року шляхом приєднання міста Жовтневе, історичного Богоявленська й Вітовки — прикордонного замку литовського князя Вітовта.

### Російсько-українська війна
Корабельний район від початку російського вторгнення в Україну неодноразово ставав об'єктом обстрілів. Внаслідок цього постраждало багато будинків мирних мешканців та об'єктів цивільної інфраструктури. Зокрема, у травні 2022 року із «системи Смерч» в районну адміністрацію прилетіли дві касетні ракети. У липні того ж року крилатою ракетою було зруйновано 80% будівлі палацу культури «Корабельний». Через суттєві руйнування пам'ятки Миколаївська міськрада вирішила, що на її місці зведуть повністю нову будівлю.
Сам палац культури побудували в 1959 році, і до 1980-х саме він був осердям творчих подій у Миколаєві. А проєкт будівлі згодом став типовим, і його почали відтворювати в інших містах СРСР.

## Населення
| Рік  | Кількість населення |
| ---- | ------------------- |
| 1959 | —                   |
| 1970 | —                   |
| 1979 | 59 489              |
| 1989 | 85 018              |
| 2001 | 83 457              |
| 2008 | 79 896              |
| 2025 | 63 915              |

### Мова
Розподіл населення за рідною мовою за даними перепису 2001 року:
| Мова       | Відсоток |
| ---------- | -------- |
| українська | 55,17 %  |
| російська  | 43,75 %  |
| вірменська | 0,3 %    |
| румунська  | 0,21 %   |
| білоруська | 0,13 %   |
| болгарська | 0,04 %   |
| інші       | 0,4 %    |

## Інфраструктура Корабельного району
| Найменування                    | Кількість |
| Проспектів                      | 2         |
| Вулиць                          | 174       |
| Провулків                       | 99        |
| Площа                           | 1         |
| Сквер                           | 16        |
| Парк                            | 1         |
| Стадіон                         | 1         |
| Дитячі майданчики               | 20        |
| Яхт-клуб                        | 1         |
| Готель                          | 2         |
| Промислові та продовольчі ринки | 5         |
| Конфесії релігійної мережі      | 24        |
| Громадські організації          | 13        |
|                                 |           |

## Заклади Корабельного району

### Заклади освіти
| Заклади                     | Кількість |
| Загальноосвітні школи       | 11        |
| Ліцей                       | 1         |
| Гімназія                    | 1         |
| Професійні училища та ліцеї | 2         |
|                             |           |

Навчальні заклади: Школа № 1 ім. О.Ольжича
Школа № 29
Школа № 33
Школа № 40
Школа № 43 ім. К. Ф. Ольшанского
Школа № 47
Школа № 48
Школа № 49
Школа № 54
Гімназія № 3
Економічний ліцей № 1
ВПУ № 1
ВПУ № 25

### Заклади охорони здоров'я
| Заклади       | Кількість |
| Лікарня       | 1         |
| Амбулаторії   | 3         |
| Профілакторій | 2         |
|               |           |

### Заклади культури
| Заклади                           | Кількість |
| Будинок культури                  | 2         |
| Бібліотеки                        | 5         |
| Кінотеатр                         | 0         |
| Станція юннатів                   | 1         |
| Дитячий центр позашкільної роботи | 1         |
| Школа мистецтв                    | 1         |
|                                   |           |

### Спортивні заклади
| Заклади | Кількість |
| ДЮСОК   | 1         |
| ДЮСШ    | 1         |
|         |           |

У листопаді 2020 року у Корабельний район почали будувати тролейбусну лінію.

## Найбільші підприємства
- Миколаївський суднобудівний завод «Океан».
- Миколаївський глиноземний завод — найбільший виробник глинозему в Європі.
- Миколаївський авіаремонтний завод «НАРП».
- Спеціалізований морський порт «Ольвія».
- Пивзавод «Янтар».
- ТОВ УК Корабельний [Архівовано 17 жовтня 2020 у Wayback Machine.]